# Izon (Sprache)
Das Izon (Ịzọn, auch bekannt als Zentral-West-Ijo, Ijaw, Izo und Uzo) ist die dominante Ijo-Sprache, die von der Mehrheit der Volksgruppe der Ijaw in Nigeria gesprochen wird.
Sie zählt zur Sprachgruppe der ijoiden Sprachen der Niger-Kongo-Sprachfamilie. Es gibt über zwei Dutzend Dialekte der Sprache, alle sind untereinander verständlich. Die wichtigsten von ihnen sind Gbanran, Ekpetiama und Kolokuma. Kolokuma ist die Bildungssprache.